# Bob Sweeney
Bob Sweeney (19 de octubre de 1918 - 7 de junio de 1992) fue un actor, director y productor de radio cine y televisión de nacionalidad estadounidense.

## Carrera inicial en la radio y la televisión
Nacido en San Francisco, California, Bob Sweeney se graduó en la Balboa High School de San Francisco y en la Universidad Estatal de San Francisco. Empezó su carrera en la radio como locutor y, más adelante, como humorista. Desde 1944 a 1948 formó un dúo humorístico con Hal March en el exitoso programa de la CBS Sweeney and March Show.   
Posteriormente actuó en papeles de reparto en varias sitcoms del período inicial de la televisión, incluyendo entre sus papeles el de Gilmore Cobb en la versión televisada de My Favourite Husband (1953–54), con Joan Caulfield y Barry Nelson. Sweeney también actuó en The Rifleman y en las dos últimas temporadas de Our Miss Brooks, 1955 y 1956, trabajando con Eve Arden, Gale Gordon y Richard Crenna.
En 1956 y 1957 Sweeney protagonizó la sitcom The Brothers, actuando junto a Gale Gordon. En 1959 hizo el primer papel de la serie de corta trayectoria de la NBC Fibber McGee and Molly, en colaboración con Cathy Lewis. A diferencia de la popularísima versión radiofónica del show, interpretada por Jim Jordan y Marian Jordan, Fibber McGee no obtuvo el éxito televisivo y se canceló tras emitirse menos de una temporada. Ese mismo año Sweeney dirigió una sitcom para la NBC, emitida durante 18 semanas, Love and Marriage, centrada en el colectivo Tin Pan Alley de la ciudad de Nueva York. Sus protagonistas eran William Demarest, Stubby Kaye, Jeanne Bal, y Murray Hamilton.

## Papeles cinematográficos
Entre sus más notables actuaciones para el cine figuran su papel de empresario de pompas fúnebres en la película de John Ford The Last Hurrah (1958), el del malvado Harry Tupper en el film de Walt Disney Pictures Toby Tyler (1960), y el de Mr. Harker en otra producción Disney, Son of Flubber (1963). Bob Sweeney también fue Primo Bob en la cinta de Alfred Hitchcock Marnie (1964).

## Dirección y producción
Sweeney es quizás más conocido por su éxito como director y productor televisivo, destacando su dirección de las tres primeras temporadas de The Andy Griffith Show. Fue también productor y/o director de episodios de otras varias series televisivas de éxito, entre ellas Hawaii Five-O, That Girl, The Love Boat, Matlock y Dynasty. Aunque nunca llegó a ganar un Premio Emmy, sí fue nominado en tres ocasiones, dos por Hawaii Five-O (1971 y 1973) y una por The Love Boat (1983). También dirigió la fallida serie de aventuras de Gene Evans para la CBS en 1976 Spencer's Pilots.

## Vida personal
Bob Sweeney tuvo una hija, Bridget, como resultado de su matrimonio con Bev. Sweeney falleció a causa de un cáncer en Westlake Village, California, el 7 de junio de 1992.